# (10982) Poerink
(10982) Poerink est un astéroïde de la ceinture principale.

## Description
(10982) Poerink est un astéroïde de la ceinture principale. Il fut découvert le 11 octobre 1977 à l'observatoire Palomar par Cornelis Johannes van Houten, Ingrid van Houten-Groeneveld et Tom Gehrels. Il présente une orbite caractérisée par un demi-grand axe de 3,19 UA, une excentricité de 0,29 et une inclinaison de 13,2° par rapport à l'écliptique.

## Compléments